# المختار الثقفي
أَبُو إِسْحَاق المُخْتَارُ بْنُ أَبِي عُبَيدِ بْنِ مَسْعُودِ الثَقَفِيّ (1 هـ / 622 م - 67 هـ / 686 م) قائد عسكري طالب بدم الحسين بن علي وقتل جمعًا من قتلته ممن كان بالكوفة وغيرها أمثال عمر بن سعد وعبيد الله بن زياد وحرملة بن كاهل وشمر بن ذي الجوشن وغيرهم، سيطر على الحكم بالكوفة ورفع شعار «يا لثارات الحسين» وكان يخطط لبناء دولة علوية في العراق، وقد قُتل في الكوفة عام 67 للهجرة على يد جيش مصعب بن الزبير، وقد قتله أخوان من بني حنيفة أحدهما طرفة والآخر طراف ابنا عبد الله بن دجاجة. دفن في الكوفة قرب مسجدها وكان لثورة المختار دور كبير في نشر التشيّع وتوسيع رقعته.
يعتقد المسلمون السنة أنه الكاذب الذي قصده النبي محمد في حديثه الذي قال فيه: «إن في ثقيف كذابًا ومُبِيرًا»، إلا أن بعض رواة الحديث من الشيعة ذهبوا إلى أن الكذاب المقصود بالحديث هو الحجاج الثقفي وليس المختار الثقفي، وهكذا فإن المقصود بهذا الحديث مختلف عليه بين طوائف المسلمين.

## نشأته

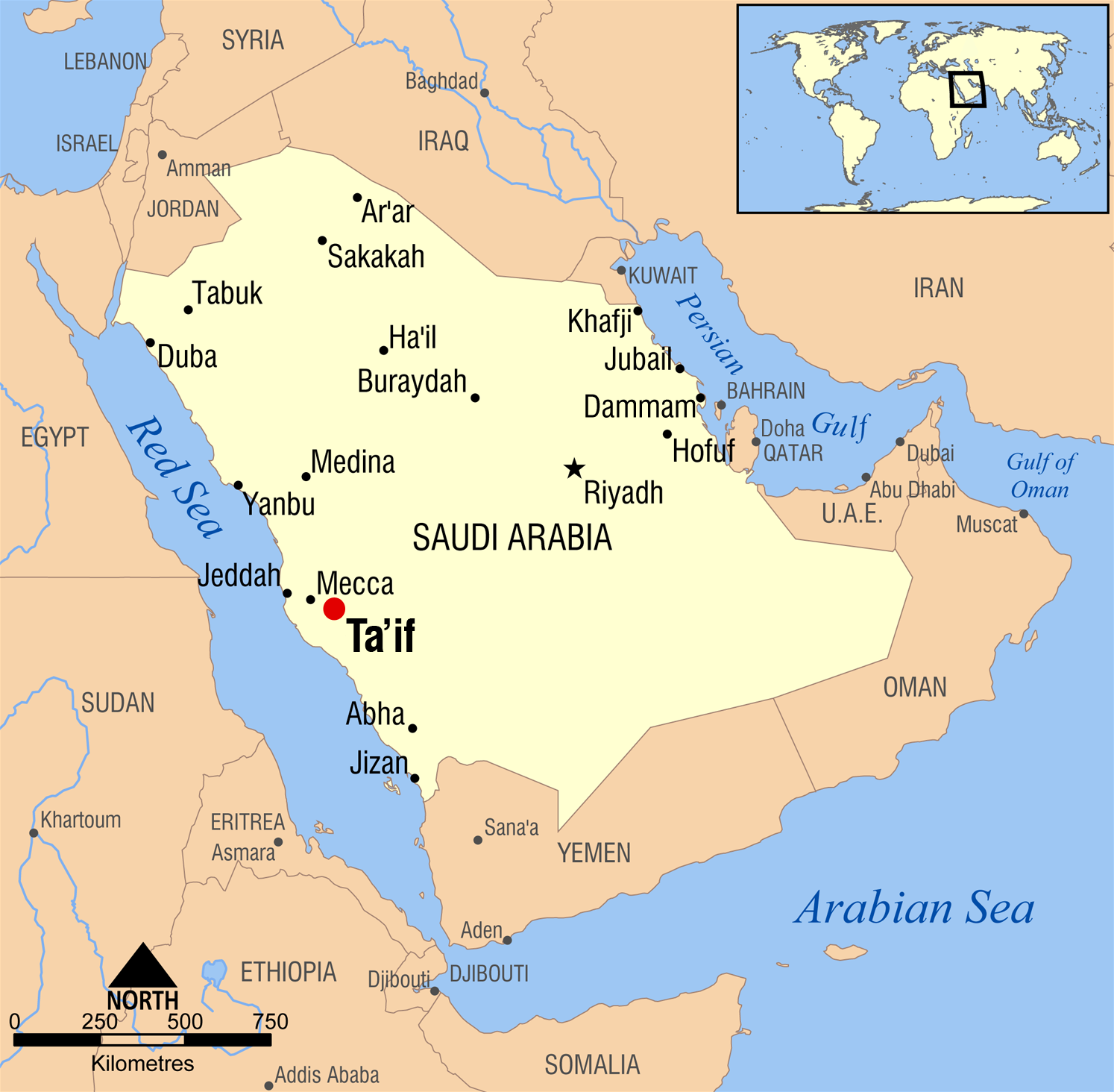
موقع مدينة الطائف حيث ولد المختار

ولد المختار بن أبي عبيد بن مسعود بن عمرو بن عمير بن عوف بن عفرة بن عميرة بن عوف بن ثقيف الثقفي، في الطائف في السنة الأولى للهجرة، وأبوه أبي عبيد الثقفي قائد المسلمين في معركة الجسر، وقد أسلم أبوه في حياة الرسول وكان صحابيًا وانتقل مع والده إلى المدينة في زمن الخليفة عمر بن الخطاب. واستشهد والده في أثناء معركة كبيرة مع الفرس من ضمن الفتوحات الإسلامية وكان عمر المختار ثلاث عشرة سنة آنذاك، وكان مصاحبًا لوالده وأخيه، ونشأ في المدينة متأثرًا بالإمام علي بن أبي طالب وأصبح من محبيه. عُرف عنه أنه كان فارسًا شجاعًا، وقد ورث هذا عن أبيه. يتهمه ابن كثير بأنه كان ناصبيًا يبغض عليًا بغضًا شديدًا.

## حياته

### المختاروالحسن بن علي40 هـ
بايع المختار الثقفي الحسن بن علي بالخلافة بعد مقتل علي بن أبي طالب خليفة المسلمين الرابع عام 40 هـ، كما فعل أهل العراق. ثم خرج بالناس حتى نزل المدائن، ثم نفر الناس عن الحسن، وانقلبوا عليه ونهبوا سرادقه حتى نازعوه بساطًا كان تحته وخرج الحسن حتى نزل المقصورة البيضاء بالمدائن. وكان عم المختار حاكما للمدائن واسمه سعد بن مسعود، وتروي المصادر أن المختار قال لعمه "هل لك في الغنى والشرف؟" قال: "وما ذاك؟" قال: "توثق الحسن، وتستأمن به إلى معاوية، فقال له سعد: "عليك لعنة الله، أثب على ابن بنت رسول الله فأوثقه! بئس الرجل أنت". وإن الشيعة هموا بقتل المختار لولا توسط عمه للعفو عنه، ويصف الخوئي الرواية بانها غير قابلة للاعتبار، ويستطرد قائلا: "على أن لو صحّت (يقصد الرواية) لأمكن أن يقال إنّ طلب المختار هذا لم يكن طلبًا جديًا، وإنما أراد بذلك أن يستكشف رأي قومه، فإن علم أنّ قومه يريدون ذلك لقام باستخلاص الحسن عليه السلام، فكان قوله هذا شفقة منه على الحسن عليه السلام.".

### المختار في 60 هـ
في عام 60 هـ، وقعت معركة كربلاء التي قتل فيها الحسين بن علي وجمع من أصحابه وأهل بيته. وكان الحسين قد أرسل ابن عمه مسلم بن عقيل إلى الكوفة قبل أن يتوجه إليها لأخذ البيعة من أهلها، فأسكنه المختار داره وأكرمه. كان والي الكوفة حينئذ النعمان بن بشير الأنصاري والد زوجة المختار عمرة، فعزله يزيد بن معاوية وولى عبيد الله بن زياد على الكوفة، فقتل مسلم بن عقيل، وكان يلاحق محبي علي بن أبي طالب، ومن بايع مسلم بن عقيل. وعندما بلغه أن المختار يقول لأقومن بنصرة مسلم ولآخذن بثأره، قبض عليه وضرب عينه بقضيب كان بيده فشترها وأمر بسجنه. وحبسه حتى مقتل الحسين بن علي. ثم بعث المختار إلى عبد الله بن عمر بن الخطاب يسأله أن يشفع فيه، وقد كان ابن عمر زوج أخت المختار صفيه بنت أبي عبيد، فكتب ابن عمر إلى يزيد بن معاوية يشفع فيه، فأرسل يزيد إلى ابن زياد يأمره بإطلاقه فأطلقه. وقال له إن وجدتك بعد ثلاثة أيام بالكوفة ضربت عنقك.

### المختار مع أبناء الزبير
توجه المختار إلى الحجاز وهو يتوعد بقطع أنامل عبيد الله بن زياد، وأن يقتل بالحسين بن علي بعدد من قتل بدم يحيى بن زكريا فبايع عبد الله بن الزبير وأصبح من كبار الأمراء عنده. ولما حاصره الحصين بن نمير مع أهل الشام، دافع المختار عن ابن الزبير بأشد القتال وأبلى أحسن بلاء، وكان أشد الناس على أهل الشام. وكان أهل الكوفة قد اجتمعوا على طاعة ابن الزبير، وكان المختار قد اشترط في بيعته لابن الزبير أن يوليه العراق، ولكنه ما لبث أن نكث بيعته لابن الزبير، وعاد إلى الكوفة. وفي الطريق كان لا يمر على مجلس إلا وسلم على أهله، وقال أبشروا بالنصرة والفرج أتاكم ما تحبون، وبايعه عبيدة بن عمرو البدئي من كندة وإسماعيل بن كثير وكثير من الشيعة في الكوفة.

### المختار في الكوفة

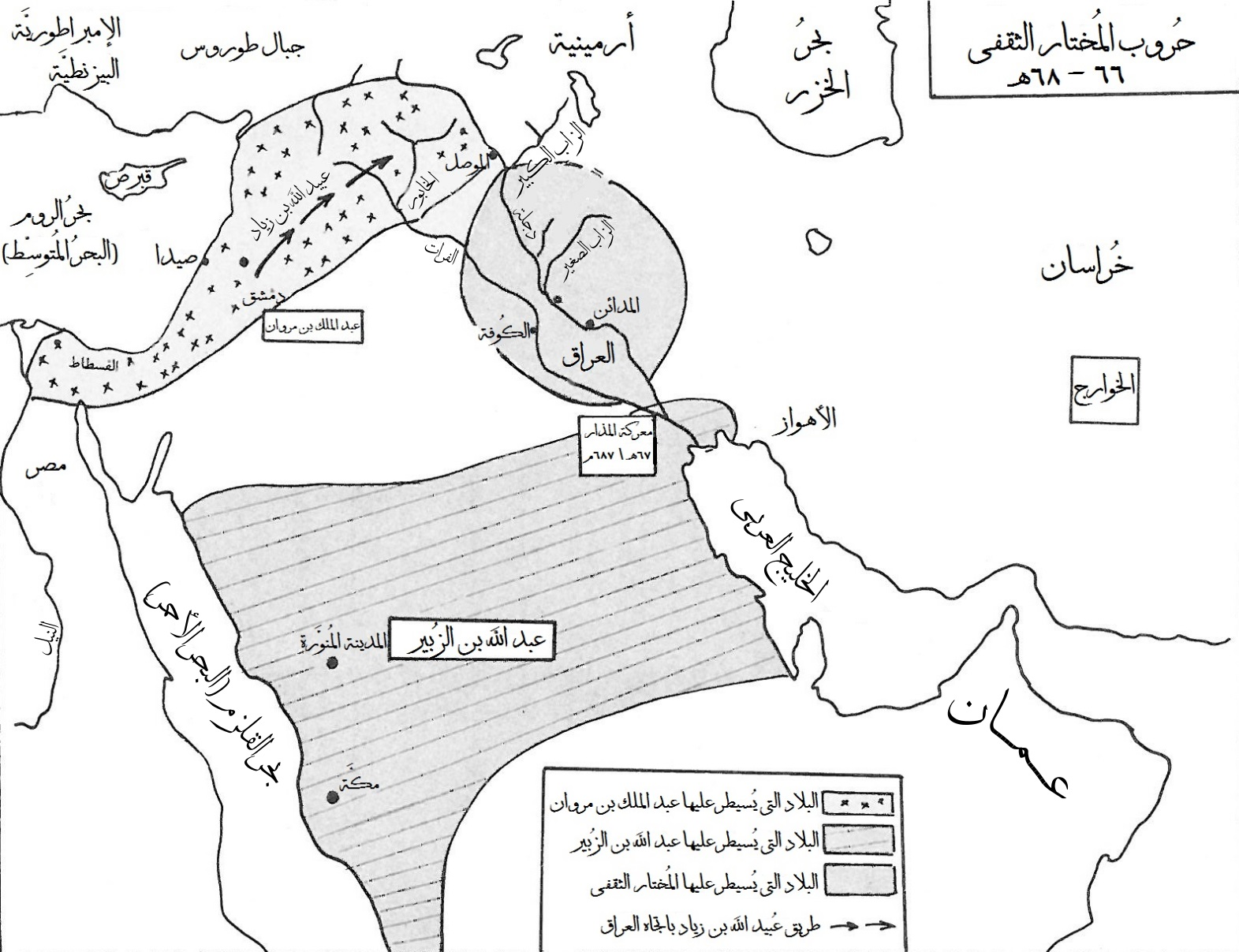
مناطق نفوذ المختار وعبد الملك وابن الزبير

ولى عبد الله بن الزبير إبراهيم بن محمد بن طلحة وعبد الله بن يزيد الخطمي على الكوفة، فقاما بسجن المختار، حتى لا يشارك جيش التوابين الذي كانوا تحت قيادة الصحابي سليمان بن صرد الخزاعي، وكان المختار يقول في السجن «أما ورب البحار والنخيل والأشجار والمهامه والقفار والملائكة الأبرار والمصطفين الأخيار، لأقتلن كل جبار بكل لدن خطار ومهند بتار بجموع الأنصار ليس بمثل أغمار ولا بعزل أشرار حتى إذا أقمت عمود الدين، وزايلت شعب صدع المسلمين، وشفيت غليل صدور المؤمنين وأدركت ثار النبيين، لم يكبر على زوال الدنيا، ولم أحفل بالموت إذا أتى» وبعد مقتل سليمان بن صرد وجمع من جيش التوابين عاد من بقي منهم إلى الكوفة، كتب إليهم المختار من الحبس يثني عليهم ويمنيهم الظفر، ويعرفهم أنه هو الذي أمره ابن الحنفية بطلب ثأر الحسين بن علي، فقرأ كتابه رفاعة بن شداد والمثنى بن مخربة العبدي وسعد بن حذيفة بن اليمان ويزيد بن أنس وأحمر بن شميط الأحمسي وعبد الله بن شداد البجلي وعبد الله بن كامل، فلما قرأوا كتابه بعثوا إليه ابن كامل يقولون له: «إننا بحيث يسرك، فإن شئت أن نأتيك ونخرجك من الحبس فعلنا». فأتاه فأخبره فسر بذلك وقال لهم «إني أخرج في أيامي هذه». وكتب المختار إلى عبد الله بن عمر ليشفع له عند عبد الله بن الزبير، ويخرجه من السجن ففعل فأمر ابن الزبير بإخراج المختار من سجن الكوفة، ثم ولى ابن الزبير عبد الله بن مطيع على الكوفة، وجعل الأخير على شرطته إياس بن أبي مضارب العجلي. وأراد ابن مطيع أن يودع المختار في السجن، فأرسل زائدة بن قدامة ليأتي به، وكان زائدة ابن عم المختار وبين للمختار ما يريده ابن مطيع، فتظاهر المختار بالمرض، ولم يذهب إلى ابن مطيع. وفيما بعد توجه عبد الرحمن بن شريح وسعيد بن منقذ الثوري وسعر بن أبي الحنفي والأسود بن جراد الكندي وقدامة بن مالك الجشمي إلى محمد بن الحنفية، ليُعلموه أن المختار قد ادعى أنه موكل من قبله بالثأر لدماء أخيه الحسين بن علي. وعندما وصلوا إليه أعلموه حال المختار وما دعاهم إليه واستأذنوه في إتباعه، فقال لهم «وأما ما ذكرتم ممن دعاكم إلى الطلب بدمائنا، فوالله لوددت أن الله انتصر لنا من عدونا بمن شاء من خلقه، ولو كره لقال لا تفعلوا». وبعد هذه الحادثة بايع المختار جمع كبير من الشيعة، ثم بايعه إبراهيم بن الأشتر النخعي، وكان معروفًا بالشجاعة. وبعدها اجتمع رأي أصحاب المختار على أن يخرجوا ليلة الخميس لأربع عشرة من ربيع الأول سنة ست وستين للهجرة، فكان ذلك، وارتفع شعار المختار «يالثارات الحسين» في أنحاء الكوفة، وأخرج عامل ابن الزبير عبد الله بن مطيع من الكوفة، وتولى الحكم فيها.

## قتاله قتلة الحسين
كان المختار يطالب بدم الحسين بن علي ورفع شعار يالثارات الحسين وكان موكلًا من محمد بن علي بن أبي طالب المعروف بابن الحنفية فقتل أغلبية من شارك في قتال الحسين بن علي بن أبي طالب، وعلى رأسهم عمر بن سعد وشمر بن ذي الجوشن وعبيد الله بن زياد وحرملة بن كاهل الأسدي وعبد الرحمن بن سعيد بن قيس الكندي وسنان بن أبي أنس وخولي بن يزيد الأصبحي والحصين بن نمير.

### مقتل شمر بن ذي الجوشن
هرب شمر بن ذي الجوشن من الكوفة بعد أن أعلن تمرده على المختار الثقفي، وإتجه إلى البصرة التي كان فيها مصعب بن الزبير. فوصل شمر قرية يقال لها «علوج»، فأرسل غلامًا له ومعه كتاب إلى مصعب بن الزبير يخبره بقدومه إليه ومكانه، ولكن كيان أبو عمرة أحد قادة جيش المختار الثقفي عثر عليه في الطريق فعرف مكان شمر فتوجه إليه. وعندما وصل إليه خرج شمر ومعه سيفه لقتال كيان أبي عمرة، فما زال يناضل عن نفسه حتى قُتل وقطع كيان أبو عمرة رأسه، وأرسله إلى المختار الثقفي.

### مقتل خولي بن يزيد الأصبحي
بعث المختار عبد الله بن كامل الشاكري صاحب حرسه إلى دار خولي بن يزيد الأصبحي، فكبس بيته. فخرجت إليهم امرأته، فسألوها عنه، فقالت «لا أدري أين هو»، وأشارت بيدها إلى المكان الذي هو مختف فيه، وقد كانت تبغضه من ليلة قدم برأس الحسين معه إليها، وتلومه على ذلك واسمها «العبوق بنت مالك بن نهار بن عقرب الحضرمي»، فدخلوا عليه فوجدوه قد وضع على رأسه قوصرة. فحملوه إلى المختار، فأمر بقتله قريبا من داره، وأن يحرق بعد ذلك.

### مقتل عمر بن سعد بن أبي وقاص
لما خرج المختار على الكوفة، استجار عمر بن سعد بن أبي وقاص بعبد الله بن جعدة بن هبيرة، وكان صديقًا للمختار من قرابته من علي، فأتى المختار فأخذ منه لعمر بن سعد أمانًا مضمونه أنه آمن على نفسه وأهله وماله، ما أطاع ولزم رحله ومصره، ما لم يحدث حدثًا، وأراد المختار ما لم يأت الخلاء، فيبول أو يغوط. ولما بلغ عمر بن سعد أن المختار يريد قتله، خرج من منزله ليلًا يريد السفر نحو مصعب أو عبيد الله بن زياد، فنمى للمختار بعض مواليه ذلك، فقال المختار: «وأي حدث أعظم من هذا». وقيل: إن مولاه قال له ذلك، وقال له: «تخرج من منزلك ورحلك؟ ارجع، فرجع». وبعد بضع ليالي قال المختار لأصحابه: «لأقتلن غدًا رجلا عظيم القدمين، غائر العينين، مشرف الحاجبين، يسر بقتله المؤمنون والملائكة المقربون». وكان الهيثم بن الأسود حاضرًا، فوقع في نفسه أنه أراد عمر بن سعد. فبعث إليه ابنه الغرثان فأنذره، فقال: «كيف يكون هذا بعد ما أعطاني من العهود والمواثيق». ثم أرسل إليه كيان أبو عمرة، فأراد الفرار منه فعثر في جبته فضربه أبو عمرة بالسيف حتى قتله، وجاء برأسه في أسفل قبائه حتى وضعه بين يدي المختار.

### مقتل عبيد الله بن زياد
أرسل المختار جيشه الذي كان في الكوفة لقتال عبيد الله بن زياد بقيادة إبراهيم بن الأشتر النخعي، فوصل جيش المختار إلى الموصل للقاء جيش الشام فيها، والتقى الجيشان فيها بالقرب من نهر يقال له «الخازر». وبعد قتال شديد بين الجيشين كانت الغلبة لجيش الكوفة بقيادة إبراهيم بن الأشتر، فقال إبراهيم لأصحابه «إني قتلت رجلًا وجدت منه رائحة المسك شرقت يداه وغربت رجلاه تحت راية منفردة على شاطئ نهر خازر». فلما ذهبوا إليه وجدوا أنه عبيد الله بن زياد، فقطعوا رأسه وأرسلوه إلى المختار في الكوفة، وكان ذلك سنة ست وستين للهجرة.

### مقتل مجموعة من المشاركين في قتل الحسين
بعث المختار إلى يزيد بن ورقاء، وكان قد قتل عبد الله بن مسلم بن عقيل. فلما أحاطت الشرطة بداره، خرج فقاتلهم فرموه بالنبل والحجارة حتى سقط، ثم حرقوه وبه رمق الحياة، ومن ثم بعث إلى حكيم بن فضيل السنبسي، وكان قد سلب العباس بن علي بن أبي طالب يوم قُتل الحسين، فذهب أهله إلى عدي بن حاتم، فركب ليشفع فيه عند المختار. فخشي أولئك الذين أخذوه أن يسبقهم عدي إلى المختار فيشفعه فيه، فقتلوا حكيمًا قبل أن يصل إلى المختار. وبعث المختار إلى زيد بن رقاد الجنبي، وكان يقول «لقد رميت فتى منهم بسهم وكفه على جبهته يتقي النبل، فأثبت كفه في جبهته فما استطاع أن يزيل كفه عن جبهته وكان ذلك الفتى عبد الله بن مسلم بن عقيل، وأنه قال حين رميته اللهم إنهم استقلونا واستذلونا فاقتلهم كما قتلونا» ثم إنه رمى الغلام بسهم آخر وكان يقول جئته وهو ميت فنزعت سهمي الذي قتلته به من جوفه ولم أزل أنضنضه الآخر عن جبهته حتى أخذته وبقي النصل. فلما أتاه أصحاب المختار خرج إليهم بالسيف، فقال لهم ابن كامل لا تطعنوه ولا تضربوه بالسيف، ولكن ارموه بالنبل والحجارة، ففعلوا ذلك به، فسقط فأحرقوه حيًا. وطلب أيضًا عمرو بن الصبيح الصدائي، وكان يقول «لقد طعنت فيهم وجرحت، وما منهم أحدًا»، فأتى ليلًا، فأخذ وأحضر عند المختار فأمر بإحضار الرماح، وطعن بها حتى مات.

### قتاله مجموعة من قتلة الحسين وهربهم منه
بعث المختار إلى مرة بن منقذ العبقيسي قاتل علي بن الحسين، وكان شجاعًا فأحاطوا بداره فخرج إليهم على فرسه وبيده رمحه فطاعنهم، فضرب على يده وهرب منهم فنجا، ولحق بمصعب بن الزبير وشلت يده بعد ذلك. وطلب المختار رجلًا من خثعم اسمه عبد الله بن عروة الخثعمي، كان يقول «رميت فيهم بإثني عشر سهمًا، ففاته»، ولحق بمصعب بن الزبير، فهدم داره. وأرسل إلى محمد بن الأشعث، وهو في قرية له إلى جنب القادسية، فطلبوه فلم يجدوه. وكان قد هرب إلى مصعب، فهدم المختار داره، وبنى بلبنها وطينها دار حجر بن عدي الكندي، التي كان زياد قد هدمها.

## مقتله
في سنة 67 هـ ولى عبد الله بن الزبير أخاه مصعب بن الزبير على العراق، بعد أن عزل الحارث بن عبد الله بن أبي ربيعة المخزومي عن ولايتها، وطلب منه أن لا يبقي للمختار وأصحابه باقية في العراق. وقد كان كل من كان المختار يطلبه قد فر من الكوفة إلى البصرة، وأرسل مصعب بن الزبير في طلب المهلب بن أبي صفرة، فاستجاب المهلب لذلك، وجاء إلى البصرة في جيش كبير لمساندة جيش مصعب المتوجه لقتال المختار في الكوفة. أما المختار فقد أرسل جيشًا بقيادة أحمر بن شميط، وجعل على ميمنته عبد الله بن كامل الشاكري وعلى ميسرته عبد الله بن وهب الجشمي وعلى الخيل وزير بن عبد الله السلولي وعلى الموالي كيان أبو عمرة وعلى الرجالة كثير بن إسماعيل الكندي. وسار جيش أحمر بن شميط حتى ورد المذار قرب الكوفة، وعسكر جيش مصعب بن الزبير بالقرب منها، فالتقى الجيشان فيها. وفي اليوم الأول من القتال، قتل كيان أبو عمرة ومعه جمع كبير من الموالي، بعدما أمرهم أحمر بن شميط بالترجل عن جيادهم، والنزول إلى ساحة المعركة راجلين. فهجمت عليهم خيل جيش مصعب بن الزبير بقيادة عباد بن الحصين، فقتلوا منهم جمعًا كبيرًا، ثم أمر مصعب بن الزبير بالهجوم على جيش المختار، فهجم جيش مصعب وقتل أحمر بن شميط وعبد الله بن كامل الشاكري. وبعد ذلك، سار جيش مصعب بن الزبير إلى الكوفة لقتال المختار، فحوصر المختار في قصره لأربعة أشهر، ثم أراد من أصحابه أن يخرجوا للقتال معه خارج أسوار القصر، فرفضوا. لم يعد أمام المختار من خيار سوى الخروج من القصر لمقاتلة محاصريه، فاغتسل وتحنط ثم وضع الطيب على رأسه ولحيته وخرج في تسعة عشر رجلًا للقتال، كان منهم السائب بن مالك الأشعري، فقاتل حتى قتل، وقد قتله أخوان يدعى أحدهما طرفة والآخر طرافًا ابنا عبد الله بن دجاجة من بني حنيفة، ثم قطعت كفه وسمرت بمسمار إلى جانب المسجد، وقطع رأسه، وقد كان مقتله في الرابع عشر من رمضان سنة سبع وستين، وله من العمر سبع وستون سنة.

### قبره

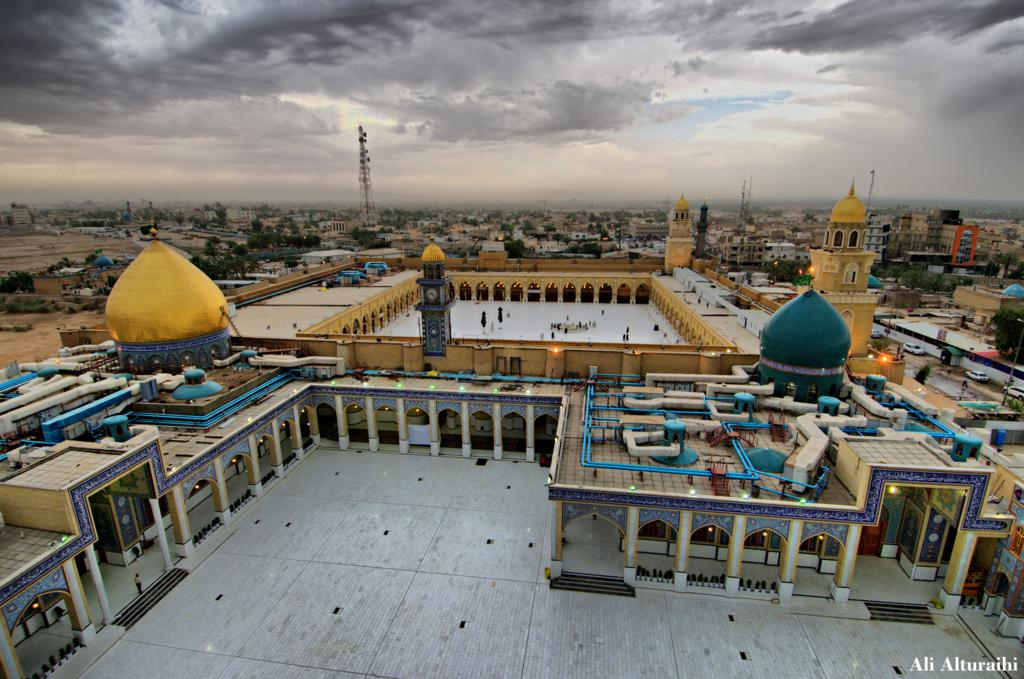
مسجد الكوفة حيث دفن المختار الثقفي

دُفن المختار بعد مقتله في داره وكان قبره مخفي وتختلف الروايات عن شخصية من اكتشف موضعه حيث يروي البعض بان من اكتشفه كان آية الله العظمى السيد محمد مهدي بحر العلوم وذلك عام 1181 هـ فقد وجد صخرة مكتوب عليها بالخط الكوفي هذا قبر المختار بن أبي عبيد الثقفي الآخذ بثارات الحسين. فيما يروي آخرون ان الشيخ عبد الحسين الطهراني عندما رمم قبور آل البيت في العراق عام 1285 هـ فحص عن مرقد المختار في أنحاء الكوفة واشار إليه السيد رضا محمد بحر العلوم بانه في الزاوية الشرقية بجنب الحائط القبلي من مسجد الكوفة فامر الطهراني بحفر الموضع فظهرت صخرة منقوش عليها هذا قبر المختار بن أبي عبيدة الثقفي وتم إجراء تعميرات على موضع القبر

## مكانته

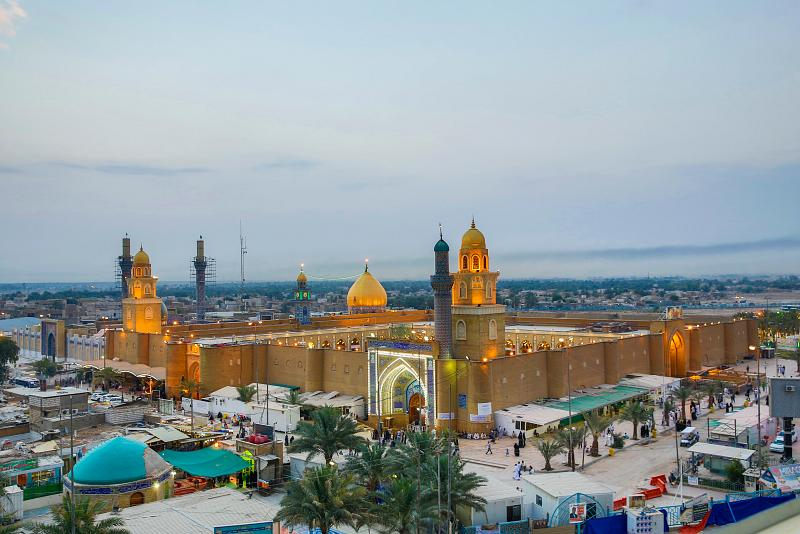
مسجد الكوفة الذي دفُن فيه المختار الثقفي

### لدى الشيعة
يعظم الكثير من الشيعة المختار وذلك لمطالبته بدم الإمام الحسين بن علي الإمام الثالث، والذي قتل في واقعة الطف ويروي الشيعة عن الإمام محمد الباقر الإمام الخامس حديثًا عن المختار بأنه قال 
| ” | لا تسبوا المختار فإنه قتل قتلتنا، وطلب ثأرنا، وزوج أراملنا، وقسم فينا المال على العسرة. | “ |

وكذلك حديث عن الإمام جعفر الصادق الإمام السادس أنه قال 
| ” | ما امتشطت فينا هاشمية ولا اختضبت حتّى بعث إلينا المختار برؤوس الذين قتلوا الحسين | “ |

وعندما قتل المختار عبيد الله بن زياد أرسل رأسه إلى محمد بن الحنفية الذي أرسله إلى الإمام علي السجاد وكان السجاد يتغدى عندما جيئ بالرأس إليه فسجد شكرا لله وقال 
| ” | الحمد لله الذي أدرك لي ثأري من عدوّي وجزى الله المختار خيرًا | “ |

ويروى ان جماعة دخلت على الإمام محمد الباقر فجاء رجل من أهل الكوفة فتناول يد الإمام ليقبّلها فمنعه وقال له من أنت ؟ فقال أنا أبو الحكم بن المختار بن أبي عبيد الثقفي وقال أصلحك الله إنّ الناس قد أكثروا في أبي والقول والله قولك فقال الإمام : «وأيّ شيء يقولون؟» قال: يقولون كذّاب ولا تأمرني بشيء إلا قبلته فقال: «سبحان الله! أخبرني أبي أن مهر اُمّي ممّا بعث به المختار إليه، أو لم يبنِ دورنا، وقتل قاتلنا، وطلب بثأرنا؟! فرحم الله أباك - وكرّرها ثلاثًا - ماترك لنا حقّا عند أحد إلا طلبه» وعن عمر بن علي بن الحسين قال «أن علي بن الحسين عليهما السلام لما اتي برأس عبيد الله ورأس عمر بن سعد خر ساجدا وقال: الحمد لله الذي أدرك بي ثاري من أعدائي وجزى الله المختار خيرا»

وهنالك روايات وردت في بعض كتب الشيعة في ذم المختار حيث يروى عن الإمام علي بن الحسين أنه عندما جاءه بعض رسل المختار قال 
| ” | أميطوا عن بابي فإني لا أقبل هدايا الكذابين، ولا أقرأ كتبهم | “ |

إلا أن بعض الشيعة يؤكدون أن الأئمة كانو لايبينون تأييدهم للمختار علانية خوفًا من جواسيس الدولة الأموية إذ لم يكن لهم لا حامي ولا نصير في المدينة وكانوا يظهرون مدح المختار وتأييده أمام خواص أصحابهم فقط.[بحاجة لمصدر]

### لدى السنة
يعتبر بعض السنة أن المختار يظهر التشيع ويبطن الكهانة، وأنه الكذاب المقصود بالحديث المروي عن النبي محمد حيث يقول: «إن في ثقيف كذابًا ومُبِيرًا». كما يعتبرونه صاحب مذهب الكيسانية، ويروون عن رفاعة القباني بأنه دخل على المختار يومًا، فألقى المختار له وسادة، وقال «لولا أن أخي جبريل قام عن هذه لألقيتها لك». وقيل لابن عمر - وكان زوج أخت المختار وصفيه - أنه قيل له بأن المختار يزعم أن الوحي يأتيه، فقال: صدق تعالى ﴿وَلَا تَأْكُلُوا مِمَّا لَمْ يُذْكَرِ اسْمُ اللَّهِ عَلَيْهِ وَإِنَّهُ لَفِسْقٌ وَإِنَّ الشَّيَاطِينَ لَيُوحُونَ إِلَى أَوْلِيَائِهِمْ لِيُجَادِلُوكُمْ وَإِنْ أَطَعْتُمُوهُمْ إِنَّكُمْ لَمُشْرِكُونَ ۝١٢١﴾ [الأنعام:121] وكذلك يروون عن أنيسة بنت زيد بن أرقم أن أباها دخل على المختار فقال له المختار يا أبا عامر لو سبقت رأيت جبريل وميكائيل فقال له زيد حقرت وتعست أنت أهون على الله من ذلك كذاب مفترٍ على الله ورسوله
وقال أبو داود الطيالسي: «حدثنا قرة بن خالد عن عبد الملك بن عمير، عن رفاعة بن شداد قال: كنت ألصق شيء بالمختار الكذاب، قال: فدخلت عليه ذات يوم فقال: دخلت وقد قام جبريل قبل من هذا الكرسي. قال: فأهويت إلى قائم السيف لأضربه حتى ذكرت حديثًا حدثنيه عمرو بن الحمق الخزاعي أن رسول الله ﷺ قال: « إذا أمن الرجل الرجل على دمه ثم قتله رفع له لواء الغدر يوم القيامة » فكففت عنه.»

## السينما والتلفزيون
في عام 2010، أنتجت شركة سيما فيلم الإيرانية أول مسلسل تلفزيوني يعرض حياة المختار تحت اسم «المختار الثقفي» من إخراج داود ميرباقري وبطولة فريبرز عربنيا وفرهاد أصلاني ومهدي فخيم زاده ورضا كيانيان وفريبا كوثري ونسرين مقانلو، وبلغت عدد حلقات المسلسل 40 حلقة، عرض لأول مرة على تلفزيون جمهورية إيران الإسلامية باللغة الفارسية، وتمت دبلجته فيما بعد إلى العربية، وعرض على قناة I Film الإيرانية في صيف عام 2011.